# Saarijärvi (sjö i Jyväskylä, Saakoski)
Saarijärvi är en sjö i Finland. Den ligger i kommunerna Jämsä och Jyväskylä i landskapet Mellersta Finland, i den södra delen av landet, 210 km norr om huvudstaden Helsingfors. Saarijärvi ligger 117,4 meter över havet. I omgivningarna runt Saarijärvi växer i huvudsak blandskog. Den är 25,85 meter djup. Arean är 5,77 kvadratkilometer och strandlinjen är 35,14 kilometer lång. Sjön  ingår i Kymmene älvs huvudavrinningsområde. 